# Episodi de La grande vallata (quarta stagione)
| nº | Titolo originale              | Titolo italiano                 | Codice di produzione | Prima TV USA      | Prima TV Italia |
| -- | ----------------------------- | ------------------------------- | -------------------- | ----------------- | --------------- |
| 1  | In Silent Battle              | Lotta silenziosa                | (#7226)              | 23 settembre 1968 |                 |
| 2  | They Called Her Delilah       | La chiamarono Dalila            | (#7216)              | 30 settembre 1968 |                 |
| 3  | Presumed Dead                 | Morte presunta                  | (#7214)              | 7 ottobre 1968    |                 |
| 4  | Run of the Cat                | La fuga del gatto               | (#7206)              | 21 ottobre 1968   |                 |
| 5  | Deathtown                     | La città della morte            | (#7234)              | 28 ottobre 1968   |                 |
| 6  | The Jonah                     | Waldo                           | (#7228)              | 11 novembre 1968  |                 |
| 7  | Hell Hath No Fury             | Inferno senza fiamme            | (#7210)              | 18 novembre 1968  |                 |
| 8  | The Long Ride                 | La lunga cavalcata              | (#7212)              | 25 novembre 1968  |                 |
| 9  | The Profit and the Lost       | La perdita e il guadagno        | (#7230)              | 2 dicembre 1968   |                 |
| 10 | A Stranger Everywhere         | Una straniera                   | (#7218)              | 9 dicembre 1968   |                 |
| 11 | The Prize                     | Il prezzo                       | (#7224)              | 16 dicembre 1968  |                 |
| 12 | Hunter's Moon                 | Il cacciatore della luna        | (#7220)              | 30 dicembre 1968  |                 |
| 13 | Top of the Stairs             | In cima alle scale              | (#7232)              | 6 gennaio 1969    |                 |
| 14 | Joshua Watson                 | Joshua Watson                   | (#7236)              | 20 gennaio 1969   |                 |
| 15 | The Secret                    | Il segreto                      | (#7240)              | 27 gennaio 1969   |                 |
| 16 | The 25 Graves of Midas        | Le 25 tombe per Mida            | (#7202)              | 3 febbraio 1969   |                 |
| 17 | Lightfoot                     | Piedeleggero                    | (#7244)              | 17 febbraio 1969  |                 |
| 18 | Alias Nellie Handley          | Alias Nellie Handley            | (#7238)              | 24 febbraio 1969  |                 |
| 19 | The Royal Road                | Strada regale                   | (#7252)              | 3 marzo 1969      |                 |
| 20 | A Passage of Saints           | Mormoni                         | (#7204)              | 10 marzo 1969     |                 |
| 21 | The Battle of Mineral Springs | La battaglia di Mineral Springs | (#7242)              | 24 marzo 1969     |                 |
| 22 | The Other Face of Justice     | L'altra faccia della giustizia  | (#7246)              | 31 marzo 1969     |                 |
| 23 | Town of No Exit               | Città senza uscita              | (#7250)              | 7 aprile 1969     |                 |
| 24 | Danger Road                   | Strada pericolosa               | (#7248)              | 21 aprile 1969    |                 |
| 25 | Flight from San Miguel        | Fuga da San Miguel              | (#7222)              | 28 aprile 1969    |                 |
| 26 | Point and Counterpoint        | Punto e contrappunto            | (#7208)              | 19 maggio 1969    |                 |

## Lotta silenziosa
- Titolo originale: In Silent Battle
- Diretto da: Charles S. Dubin
- Scritto da: Lee Erwin

### Trama
Jonathan Eliot, un eroe di guerra, si innamora di Audra. I suoi fratelli pensano che ci sia qualcosa sotto la sua eccessiva smania di purezza.

## La chiamarono Dalila
- Titolo originale: They Called Her Delilah
- Diretto da: Virgil W. Vogel
- Scritto da: Ken Pettus

### Trama
Una ex spia confederata, Julia Saxon, arriva a Stockton. Quando viene accusata di omicidio, Jarrod si impegna a difenderla nonostante i sentimenti che provava per lei.

## Morte presunta
- Titolo originale: Presumed Dead
- Diretto da: Virgil W. Vogel
- Scritto da: Margaret Armen

### Trama
Quando Victoria perde la memoria è convinta da un uomo di essere la sua moglie scomparsa da tempo.

## La fuga del gatto
- Titolo originale: Run of the Cat
- Diretto da: Bernard McEveety
- Scritto da: Edward J. Lakso

### Trama
Nick è attaccato da un leone di montagna e rimane ferito gravemente. Il suo fisico sta guarendo velocemente, ma soffre di incubi frequenti. Nonostante le sue condizioni, decide di catturare il puma per eliminare i suoi demoni.

## La città della morte
- Titolo originale: Deathtown
- Diretto da: Don Taylor
- Scritto da: Edward J. Lasko

### Trama
Jarrod arriva in una città per incontrare degli uomini d'affari e scopre che questi sono scomparsi.

## Waldo
- Titolo originale: The Jonah
- Diretto da: Virgil W. Vogel
- Scritto da: Edward J. Lasko

### Trama
Quando arriva al ranch un uomo di nome Waldo cominciano ad accadere incidenti strani. Nick, nonostante tutti gli uomini minacciano di andarsene, decide di tenere Waldo per principio.

## Inferno senza fiamme
- Titolo originale: Hell Hath No Fury
- Diretto da: Virgil W. Vogel
- Scritto da: Sasha Gilien e Mel Goldberg

### Trama
Dillie, una leader di una gang, si innamora di Heath e vuole sposarlo. I fratelli sono contrari a tale matrimonio, ma Heath non ha alcuna intenzione di sposarla.

## La lunga cavalcata
- Titolo originale: The Long Ride
- Diretto da: Virgil W. Vogel
- Scritto da: Fred Freiberger

### Trama
Audra, dopo l'aver assistito ad un brutale omicidio, rimane in uno stato catatonico. Il killer segue la diligenza su cui Victoria riporta Audra a casa, sabotando le loro scorte d'acqua, per costringere gli altri passeggeri a cedergli la ragazza.

## La perdita e il guadagno
- Titolo originale: The Profit and the Lost
- Diretto da: Bernard McEveety
- Scritto da: Richard Wendley

### Trama
Heath salva la vita ad un killer sulla strada di Stockton. L'uomo andava a Stockton perché è stato ingaggiato per uccidere una persona... Heath.

## Una straniera
- Titolo originale: A Stranger Everywhere
- Diretto da: Paul Henreid
- Scritto da: Lee Erwin

### Trama
Nick causa dei problemi alla sarta locale inventando che lei è un membro di una banda di fuorilegge. Quando si accorge del danno fatto, tenta di rimediare.

## Il premio
- Titolo originale: The Prize
- Diretto da: Virgil W. Vogel
- Scritto da: D.C. Fontana

### Trama
Heath si prende cura di un bambino dopo che sua madre è morta. Il padre, che è un noto bandito ricercato, si mette sulle tracce del figlio inseguito da un cacciatore di taglie che mira ai soldi della ricompensa.

## Il cacciatore della luna
- Titolo originale: Hunter's Moon
- Diretto da: Bernard McEveety
- Scritto da: Don Ingalls

### Trama
Quando Nick attraversando una contea in cui non è mai stato, viene imprigionato e accusato di essere l'amante della moglie di un proprietario terriero locale.

## In cima alle scale
- Titolo originale: Top of the Stairs
- Diretto da: Virgil W. Vogel
- Scritto da: Ken Pettus

### Trama
Victoria va a trovare il fratello di suo marito ma gli viene impedito di vederlo dicendo che è folle. Quando gli viene impedito di vederlo anche quando è sedato, comincia a sospettare che ci sia sotto qualcosa.

## Joshua Watson
- Titolo originale: Joshua Watson
- Diretto da: Virgil W. Vogel
- Scritto da: Robert L. Goodwin

### Trama
Nick è sollevato quando, dopo aver scommesso 5.000 dollari con dei vicini su un rodeo, assume un cowboy molto bravo di nome Joshua Watson. Quando un rivale Mortons sostiene che quel tale è un criminale, minaccia di venirlo a prendere armi in mano se non gli verrà consegnato spontaneamente.

## Il segreto
- Titolo originale: The Secret
- Diretto da: Joseph A. Mazzuca
- Scritto da: Sasha Gilien e Mel Goldberg

### Trama
Adam Howard crede che sua moglie abbia una relazione con Jarrod. Per vendicarsi acquista un terreno vicino alla proprietà dei Barkley con l'intento di danneggiarli.

## Le 25 tombe per Mida
- Titolo originale: The 25 Graves of Midas
- Diretto da: Richard Long
- Scritto da: Ken Pettus

### Trama
Nick e Heath vanno separatamente in una città mineraria per indagare sul crollo di una miniera di proprietà dei Barkey. Quando Nick arriva in città trova una popolazione ostile e senza Heath.

## Piede Leggero
- Titolo originale: Lightfoot
- Diretto da: Lawrence Dobkin
- Scritto da: John O'Dea e Jay Simms

### Trama
Un indiano Modoc di nome Tom Piedeleggero torna a Stockton da Harward per scoprire che non tutti sono disposti a trattare con rispetto lui ed il suo popolo. Il suo risentimento lo porta a scontrarsi anche coi suoi vecchi amici Barkley.

## Alias, Nellie, Handly
- Titolo originale: Alias Nellie Handley
- Diretto da: Virgil W. Vogel
- Scritto da: Margaret Armen

### Trama
Victoria si finge una ladra per essere condotta in una prigione e poter così investigare sulle condizioni dei detenuti.

## La Strada regale
- Titolo originale: The Royal Road
- Diretto da: Virgil W. Vogel
- Scritto da: Ken Pettus

### Trama
Jarrod è il tutore legale di una ragazza assai facoltosa, la sedicenne orfana Laura Haydon. Laura si innamora di un giovane "principe" punjabi di nome Raji, anch'egli sedicenne che, accompagnato da una sorta di mentore, il sedicente capitano di marina Crowford, afferma di raccogliere donazioni per aiutare il proprio popolo, afflitto da un gravissimo stato di povertà. In realtà si tratta di una truffa, la cui mente è Crowford, falso nome di un criminale già in passato sfuggito alla Giustizia, che ha preso con sé il ragazzo indiano, trovato in grave stato di denutrizione durante un suo viaggio in India, proprio per costringerlo ad essere suo complice nelle truffe. Crowford è tuttavia riconosciuto da un'ex-prostituta di saloon, ora ravvedutasi, che viene da lui assassinata per proteggere la propria identità segreta. Intanto Raji, sinceramente innamorato di Laura, si rifiuta di continuare ad essere complice di Crowford, e lo affronta in un combattimento finale, che vede soccombere il criminale, ucciso da Laura per salvare la vita di Raji. Questi, grazie anche all'interessamento di Jarrod, evita il carcere e ottiene un impiego nella fattoria dei Barkley: potrà così frequentare Laura da giovane onesto.

## Mormoni
- Titolo originale: A Passage of Saints
- Diretto da: Nicholas Webster
- Scritto da: John Dunkel

### Trama
Jarrod affitta una fattoria ad un mormone che ha due mogli. L'uomo è stato scacciato dallo Utah dopo che la poligamia è stata considerata illegale.

## La battaglia di Mineral Springs
- Titolo originale: The Battle of Mineral Springs
- Diretto da: Virgil W. Vogel
- Scritto da: Douglas Moore

### Trama
Dop aver appreso che il commercio di una città è stato rovinato dal "boss" di una città vicina, i Barkley decidono di aprire una rete di commercio con Stockton ed il resto della valle.

## L'altra faccia della giustizia
- Titolo originale: The Other Face of Justice
- Diretto da: Virgil W. Vogel
- Scritto da: Don Ingalls

### Trama
Il leggendario sceriffo Harry Bodine deve riprendere il suo vecchio incarico quando una banda di fuorilegge terrorizza le campagne. Purtroppo le sue motivazioni non sono quelle che sembrano.

## Città senza uscita
- Titolo originale: Town of No Exit
- Diretto da: Norman S. Powell
- Scritto da: William Norton

### Trama
Heath finisce in una città fantasma con solo 5 abitanti, e viene catturato. Nella puntata compare anche l'attore Leslie Nielsen, nella parte del cattivo.

## Strada pericolosa
- Titolo originale: Danger Road
- Diretto da: Virgil W. Vogel
- Scritto da: D.C. Fontana

### Trama
Un inglese è costretto, per colpa dei debiti, a guidare un carro pieno di whisky destinato ad una riserva indiana. Egli si allea con Victoria, che deve trasportare un carico di medicinali, per superare alcuni ostacoli incontrati sulla strada.

## Fuga da San Miguel
- Titolo originale: Flight from San Miguel
- Diretto da: Edward J. Lakso
- Scritto da: Lawrence Dobkin

### Trama
Una ex fidanzata di Heath chiede il suo aiuto per salvare il marito, un leader rivoluzionario messicano. La famiglia è d'accordo nonostante rischino di perdere la loro miniera in Messico ed Heath rischi la vita.

## Punto e contrappunto
- Titolo originale: Point and Counterpoint
- Diretto da: James F. Lichtman
- Scritto da: Arthur Browne, jr.

### Trama
Jarrod mette a repentaglio una sua possibile nomina a procuratore generale quando difende e fa assolvere un uomo accusato di omicidio. In realtà l'uomo è colpevole ma riesce ad ingannare sia Jarrod, sia la giuria, grazie all'esistenza di un fratello gemello, sconosciuto a tutti. Si scopre poi che fa tutto parte di un piano per vendicarsi di Victoria, che decenni prima aveva testimoniato contro il padre dei due gemelli.